# Spoorlijn Köln-Mülheim - Lindlar
De spoorlijn Köln-Mülheim - Lindlar is een Duitse spoorlijn en is als spoorlijn 2663 onder beheer van DB Netze. Sinds 2002 is het gedeelte tussen Bergisch Gladbach en Lindlar vernummerd naar DB 2682.

## Geschiedenis
Het traject werd door de Bergisch-Märkische Eisenbahn-Gesellschaft in fases geopend tussen 1868 en 1912. Sinds 1966 is het gedeelte tussen Bergisch Gladbach en Lindlar volledig gesloten en opgebroken op een klein gedeelte na dat in gebruik is als industrieaansluiting in Bergisch Gladbach.

## Treindiensten
Op het traject rijdt de S-Bahn Rhein-Ruhr de volgende routes:
| Serie | Treinsoort            | Route | Bijzonderheden                             |
| ----- | --------------------- | --- | ------------------------------------------ |
| S 11  | S-Bahn (DB Regio NRW) | Düsseldorf Luchthaven Terminal – Düsseldorf Hbf – Neuss Hbf – Norf – Nievenheim – Dormagen – Köln Hbf – Bergisch Gladbach | Dienstregeling S11 geldig vanaf 10-12-2023 |

## Aansluitingen
In de volgende plaatsen is of was er een aansluiting op de volgende spoorlijnen:
Köln-Mülheim
DB 34, spoorlijn tussen Köln-Mülheim en Stellwerk 6
DB 2650, spoorlijn tussen Keulen en Hamm
DB 2652, spoorlijn tussen Köln Messe/Deutz en Köln-Mülheim
DB 2653, spoorlijn tussen Köln Messe/Deutz en Köln-Mülheim
DB 2658, spoorlijn tussen Köln Messe/Deutz en Köln-Mülheim
DB 2659, spoorlijn tussen Köln Messe/Deutz en Köln-Mülheim
DB 2660, spoorlijn tussen Köln-Mülheim en Bergisch Gladbach
DB 2670, spoorlijn tussen Keulen en Duisburg
DB 2730, spoorlijn tussen Gruiten en Köln-Mülheim
DB 9617, spoorlijn tussen Koln-Mülheim en Leverkusen Bayerwerk
aansluiting Höhenhaus
DB 2661, spoorlijn tussen Köln-Mülheim Mf en de aansluiting Höhenhaus
Rösrath
DB 2655, spoorlijn tussen Köln-Kalk en Overath
Hoffnungsthal
DB 2655, spoorlijn tussen Köln-Kalk en Overath

## Elektrische tractie
Het traject tussen Köln-Mülheim en Bergisch Gladbach werd in 1975 geëlektrificeerd met een wisselspanning van 15.000 volt 16⅔ Hz.